# حواریون بهاءالله
حواریون بهاءالله، عنوانی است که شوقی افندی به نوزده تن از اولین افرادی که در گسترش آموزه‌های بهاءالله و ترویج دین بهائی با فداکاری و وفاداری بسیار کوشیدند، داده است. این عنوان نشانهٔ ارجی است که بر خدمات ارزندهٔ بهائیان ایرانی در راه این آیین نهاده شده است.

## حواریون بهاءالله

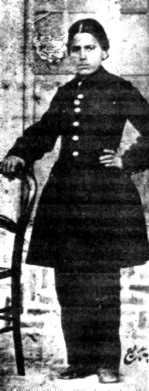
آقابزرگ نیشابوری (بدیع) در سن ۱۵ سالگی. حدود ۱۸۶۰ میلادی

1. میرزا آقا بزرگ نیشابوری (بدیع نیشابوری)؛[۴] یکی از پیروان سرشناس باب و بهاءالله که در ۱۷ سالگی، در ایران شکنجه و اعدام شد. آقابزرگ نیشابوری (بدیع) در سن ۱۵ سالگی. حدود ۱۸۶۰ میلادیداستان بدیع داستان جوانی است عصیانگر[۵] و به گفتهٔ پدرش غیرقابل تعلیم[۶] پس از ملاقاتش با نبیل اعظم و شنیدن داستان صدماتی که بهاءالله در راه آموزه‌های خود تحّمل کرده بود مجذوب وی شد، و از راه موصل در سال ۱۲۴۸ خورشیدی (۱۸۶۹) برای دیدار بهاءالله وارد عکا شد.[۷] در دو جلسهٔ ملاقات با بهاءالله، آقابزرگ شخصیت جدیدی یافت. بهاءالله او را مأمور به حمل «لوح سلطان» که نامه‌ای خطاب به ناصرالدین‌شاه ایران بود کرد، و آقابزرگ را با عنوان بدیع مُلقَب نمود. وقتی که بدیع به ایران بازگشت و آن نامه را به دست ناصرالدین‌شاه رساند، دستگیر و شکنجه و در نهایت کشته شد. بهاءالله او را فخرالشُهداء خواند.[۸]
2. میرزا محمدحسین مشکین‌قلم اصفهانی؛ خوش‌نویس، ادیب، نقاش، شاعر،[۹] عارف، و خطاط خلاق و ماهری بود. او هنر خطاطی با «ناخن نویسی» را توسعه داد.[۱۰] وی به سبکِ خاص ترسیم پرندگان و چهرهٔ انسان با استفاده از حروف علاقه خاصی داشت.[۹] او به امر ناصرالدین شاه به «مشکین قلم» ملقب شد. مشکین قلم مدّتی در تبریز معلم خط مظفرالدین میرزا، ولیعهد ناصرالدین‌شاه و پنجمین پادشاه ایران از دودمان قاجار بود.[۱۱] مشکین‌قلم یک صوفی نعمت‌اللهی بود که در دهه ۱۸۶۰م با بهاءالله در ادرنه ملاقات کرد و در جرگهٔ پیروان وی درآمد.[۱۰] او یکی از بهائیانی بود که با «صبح ازل» و چند تن از همراهانش به جریرهٔ قبرس تبعید شد. «مشکین قلم» توانست در سال ۱۸۸۶م دوباره به همراهان بهاءالله در عکا بپیوندد. او در ۶ دسامبر ۱۹۱۲ میلادی در عکا درگذشت.[۱۰][۱۱] محمد حسین اصفهانی (مشکین قلم)

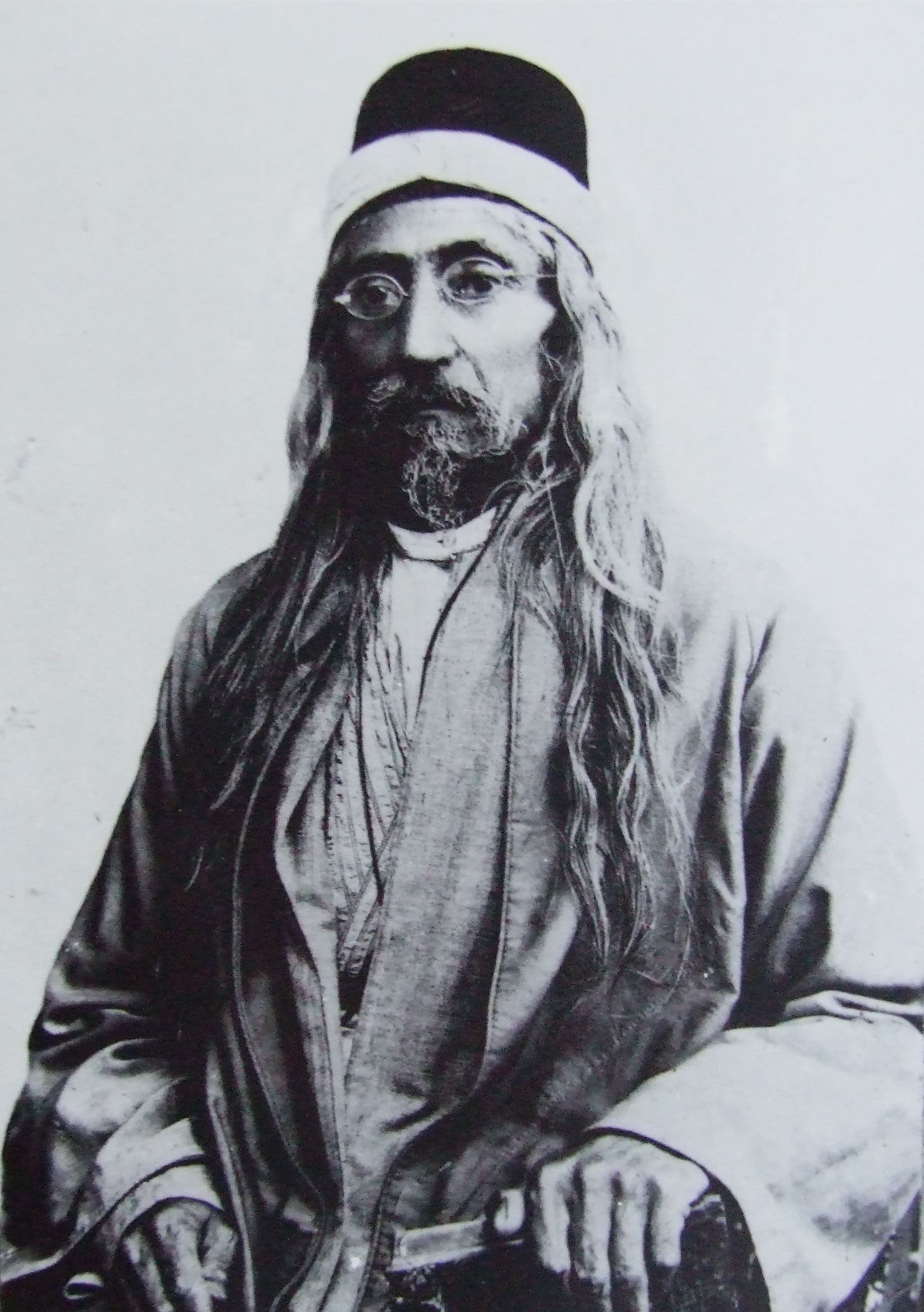
محمد حسین اصفهانی (مشکین قلم)

3. میرزا محمدحسن «ادیب» و «ادیب العلما» ی طالقانی (۱۸۴۸م - ۱۹۱۹م) شاعر[۱۲] و ایادی امرالله ایرانی در یک خانواده سرشناس روحانی در طالقان به دنیا آمد و تحصیلات روحانی خود را در آنجا فرا گرفت. او در استخدام شاهزادگان قاجار اعتمادالسلطنه و معتمدالدوله بود به نام آن‌ها آثاری چاپ کرد،[۱۳] و مدتی هم در مدرسه دارالفنون تدریس کرد، و همزمان امام جمعه آنجا هم بود. او شاعری چیره‌دست بود. به واسطهٔ خدمات بسیاری که به ادبیات اسلامی[۱۴] از جمله تألیف نامهٔ دانشوران که نخستین دانشنامه ایران بود،[۱۳] به ادیب العلماء» ملقب شد. او در حدود سال ۱۲۶۷ پس از گفتگوهای طولانی با محمد «فاضل» قائنی «نبیل اکبر» بهائی شد. اندکی پس از آن بهاءالله او را به عنوان ایادی امرالله برگزید. او در داخل ایران سفرهای زیادی کرد تا آموزه‌های آئین بهائی را ترویج کند. او همچنین به همراه یک بهائی آمریکایی بنام سیدنی اسپراگ، نویسنده کتاب «یک سال با بهائیان هند و برمه» (۱۹۰۸م) به آن نواحی عزیمت نمود.[۱۳][۱۴][۱۵] علیمحمد ورقا یزدی حدود ۱۲۷۴ خورشیدی (۱۸۹۶ میلادی)

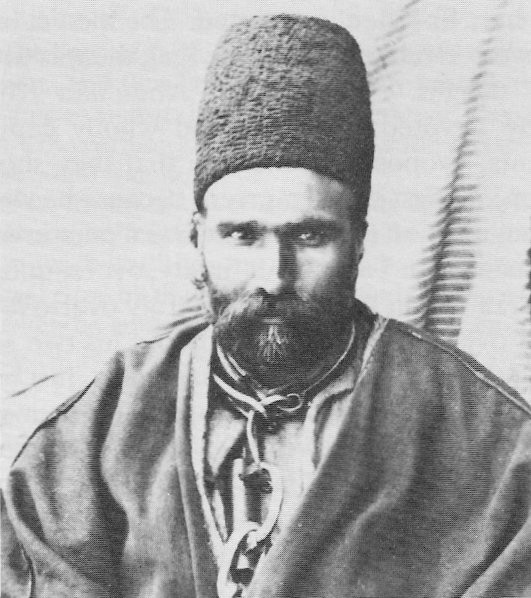
علیمحمد ورقا یزدی حدود ۱۲۷۴ خورشیدی (۱۸۹۶ میلادی)

4. میرزا علی‌محمد ورقا یزدی (درگذشت ۱۲۶۴خ)، فرزند ملا مهدی یزدی که درک عمیقی از مطالب و احادیث اسلامی داشت. او پدر میرزا ولی‌الله خان ورقا و روح‌الله ورقا و نیز پدربزرگ علی‌محمد ورقا (ایادی امرالله) بود. او شاعر، طبیب، خطیب،[۱۶] عارف[۱۷][۱۸] که در جریان یک قتل‌عام دینی-سیاسی، در حضور فرزند ۱۲ ساله‌اش، روح‌الله، توسط یکی از درباریان قاجار سلاخی شد.[۱۹] میرغضب بلافاصله، روح‌الله را که راضی به تَبرّی از آئین بهائی نبود با طناب خفه کرد.[۲۰] عبدالبهاء علی محمد ورقا را به عنوان ایادی امرالله منصوب نمود.
5. ملا محمد زرندی، نبیل زرندی، «نبیل اعظم»؛ پدر میرزا منیر قزوینی[۲۱]؛ تاریخ‌نگار وشاعر،[۲۲] بود. او با کمک میرزا موسی، برادر بهاءالله، در سال۱۲۶۷ خورشیدی (۱۸۸۸ میلادی) شروع به نگارش وقایع دوره بابیه و دوران اولیه تاریخ بهائی به نام مطالع الانوار، معروف به تاریخ نبیل کرد. تکمیل آن حدود یک سال و نیم طول کشید. قسمت‌هایی از پیش‌نویس این کتاب به تأیید بهاءالله و برخی قسمت‌ها نیز از نظر عبدالبهاء گذشت.[۲۳] نگارش‌های نبیل زرندی هم به‌صورت نظم و هم به گونهٔ نثر موجود است. او شخصی با استعداد و شاعری خوش‌قریحه بود که بیشتر اشعار خود را به بیان وقایع تاریخی دوران آیین بابی و بهائی اختصاص داد. مشهورترین اشعار او به‌صورت مثنوی دربارهٔ تاریخ آیین بهائی است که به نام «مثنوی نبیل زرندی» در سال ۱۳۰۳ خورشیدی (۱۹۲۴) در ۶۵ صفحه در قاهره چاپ شد و سپس در سال ۱۳۷۴ خورشیدی (۱۹۹۵) در لانگنهان آلمان دوباره به چاپ رسید. وی در این مثنوی، وقایع مهم تاریخی را از اولین روزهای جنبش باب تا سال ۱۲۴۸ خورشیدی (۱۸۶۹) می‌نویسد. دومین مثنوی او در ۶۶۶ مصراع دربارهٔ تبعید بهاءالله از ادرنه به عکا است. یکی دیگر از اشعار تاریخی نبیل، مثنوی «وصال و هجر» است که در ۱۷۵ مصرع چاپ شده است.[۲۴] همچنین مثنوی زندگی آقا محمد قائنی (نبیل اکبر) در ۳۰۳ مصرع.[۲۵] علاوه بر این‌ها نبیل یک مجموعهٔ بزرگ اشعار مختلف از خود به‌جا گذاشته که فقط جزئی از آن‌ها به چاپ رسیده است.[۲۶] مشهورترین اثر نبیل کتاب تاریخ اوست که با عنوان مطالع الانوار، شرح طولانی تاریخ آیین بابی است که در عکا در سال‌های ۱۲۶۷–۱۲۶۹ خورشیدی (۱۸۸۸–۱۸۹۰) به رشتهٔ تحریر درآورد. این کتاب به ویرایش و ترجمهٔ شوقی افندی درآمده و برای اولین بار در سال ۱۳۱۱ خورشیدی (۱۹۳۲) در ایالات متحدهٔ آمریکا به چاپ رسید. مطالع الانوار نبیل، معتبرترین و اصیل‌ترین منبع بهائی از تاریخ اولیهٔ نهضت بابی در ایران است. این اثر به زبان‌های زیادی ترجمه شده و نقش مهمی در آشنا ساختن بهائیان در سراسر جهان با پیشینهٔ تاریخی آیین‌شان و درک رابطهٔ آن با جوّ جامعهٔ مذهبی ایران داشته است. اصل نسخهٔ خطی مطالع الانوار، که در بایگانی بین‌المللی بهائی در حیفا نگهداری شده است، شامل ۱۰۱۴ صفحه‌های ۲۲–۲۴ سطری است.[۲۶] نبیل زرندی در روزهای آخر زندگی بهاءالله بر بالین او می‌نشست. وی حالت بی تابی و حزن و اندوه خود در آن روزها را در خاطرات خود ثبت کرده است.[۲۷] نبیل اعظم به پیشنهاد عبدالبهاء با کنار هم قرار دادن چند اثر از بهاءالله، یک زیارت نامه‌ تهیه نمود که بهائیان این زیارت‌نامه را تا به امروز در هنگام زیارت مرقدهای باب و بهاءالله می‌خوانند.[۲۸] این اقدام نبیل مدتی به او آرامش بخشید، اما تحملش از دوری بهاءالله تمام شد و خود را در دریا غرق نمود. او سال درگذشت خود را با واژهٔ «غریق» که به حروف ابجد مطابق با ۱۳۱۰ هجری قمری (۱۲۷۱ خورشیدی) بود ثبت نموده است.[۲۹]
6. محمد «فاضل» قائنی (۱۸۲۹–۱۸۹۲) ملقب به «نبیل اکبر»، عنوانی است که بهاءالله به او داد، نبیل اکبر همچنین مشهور به «فاضل قائنی» است.[۳۰] او یکی از بهائیان برجسته ایرانی می‌باشد که در خانواده ای روحانی به دنیا آمد و علاوه بر کسب علوم متعارف اسلامی، نزد فیلسوف حاجی ملا هادی سبزواری (ت: ۱۱۷۶خ - د: ۱۲۵۶خ) ادامهٔ تحصیل داد. او یکی از شاگردان ممتاز شیخ مرتضی انصاری (۱۸۰۱/۲–۱۸۶۴/۵) بود[۳۱] که با اجازهٔ انصاری به مقام اجتهاد رسید.[۳۲][۳۳]؛ یکبار به اتهام بابی بودن دستگیرشد که این اتهام را رد کرد. این واقعه او را به فکر انداخت و سبب شد تا نوشته‌های باب را مطالعه کند.[۳۰] او که از طبقهٔ روحانیون بود[۳۴][۳۵][۳۶] اوایل سال ۱۸۵۰ بابی شد.[۳۲] فاضل قائنی مجتهد برجسته ای بود که به دیدار بهاءالله رفت و پس از شنیدن سخنان او[۳۰] به جرگهٔ‌پیروان وی درآمد.[۳۲][۳۳] و شروع به فعالیت‌های آموزشی بهائی کرد. قائنی چندین بار در ایران به دلیل همان فعالیت‌ها دستگیر و زندانی شد.[۳۰][۳۲] او بالاخره به عشق آباد روسیه نقل مکان کرد و در سال ۱۸۹۲ در بخارا درگذشت. نبیل اکبر چند بار به دیدار بهاءالله رفت. بهاءالله «لوح حکمت» را خطاب به او نوشت.[۳۰][۳۲] نبیل اکبر نویسنده،[۳۷] شاعر،[۳۸] حکیم و دانشمند بود. عبدالبهاء محمد «فاضل» قائنی را پس از درگذشت به عنوان ایادی امرالله منصوب کرد.[۳۹]
7. محمدعلی قائنی (۱۸۶۰/۱–۱۹۲۴) سخنور فصیح، موسیقیدان،[۴۰] و معلم بی نظیر و یک بهائی برجسته در بین بهائیان ترکستان روسیه، بود.[۴۱] او در نوفرست بیرجند به دنیا آمد و چون پدر و مادرش را در نوجوانی از دست داده بود عمویش، ملا آقاعلی، سرپرستی او را به عهده گرفت.[۴۲] او تحصیلات اسلامی را در مشهد فراگرفت. با آشنائی با آئین بهائی از پیروان پرشور آن شد.[۴۰] او برادرزادهٔ نبیل اکبر و رفیق راه او تا پایان عمر وی در سال ۱۸۹۲ بود. محمدعلی قائنی در عشق آباد مورد توجه خاص جامعهٔ بهائیان قرار گرفت.[۴۳] او پس از مدتی عشق آباد را به قصد تهران ترک نمود و در آنجا با دختر نبیل اکبر ازدواج کرد. در سال ۱۹۰۳ به همراه حسن ادیب به هند رفت. عبدالبهاء از او خواست که به عشق آباد برود و سرپرستی آموزش و پرورش کودکان را در آنجا به عهده گیرد.[۴۰] محمدعلی قائنی در فروردین ۱۳۰۳خ (آوریل ۱۹۲۴م) در عشق آباد درگذشت.[۴۰]
8. میرزا محمدمصطفی بغدادی (۱۸۳۷/۸–۱۹۱۰) فردی آگاه، شاعر، شجاع، یک بهائی برجسته عرب و حامل جسد سید باب به عکا بود[۴۴][۴۵][۴۶] پدرش، شیخ محمدالشِبْل، یکی از شاگردان سید کاظم رشتی و نماینده شخصی او در بغداد بود.[۴۴] محمد مصطفی در زمان کودکی در بغداد دلبستهٔ بهاءالله شد،[۴۴][۴۵] و بعدها به یکی از بهائیان با نفوذ عراق بدل شد.[۴۷][۴۸] زمانی که طاهره قرة العین از عراق به ایران برمی‌گشت محمد مصطفی و پدرش او را تا شهر محل سکونتش یعنی قزوین همراهی کردند.[۴۸] او در اواخر ۱۸۷۰م برای مساعدت به مسافرانی که برای ملاقات بهاءالله به عکا سفر می‌کردند به بیروت نقل مکان کرد.[۴۹][۵۰] میرزا محمود فروغی خراسانی

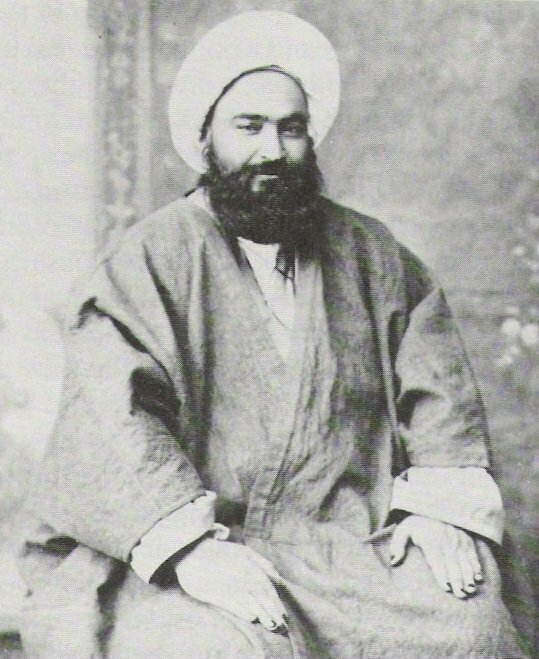
میرزا محمود فروغی خراسانی

9. میرزا محمود فاضل فروغی خراسانی (درگذشت ۱۳۰۶خ (۱۹۲۷/۸م)؛ بهائی برجسته ایرانی، روح تسلیم ناپذیر و شجاعی بود که در روستای دوغ آباد خراسان که بهاءالله آن را «فروغ» می‌نامید به دنیا آمد. پدر محمود، ملا میرزا محمد، یک روحانی بانفوذی بود که بابی شد و از بازماندگان مبارزهٔ قلعهٔ طبرسی بود. محمود فروغی از بهائیان وفادار و غیوری بود که شجاعت او روحانیون مسلمان ارتدوکس را برانگیخت، اما تعدادی از اعضای حکومت قاجار را تحت تأثیر قرار داد. او قبل از اینکه در نهایت مسموم شود، چندین بار مورد حبس، ضرب و شتم، و سوء قصد به جانش قرار گرفت. وی علاوه بر تبلیغ آموزه‌های بهائی در ایران، به عشق آباد و مصر سفر کرد و از عبدالبهاء نیز در عکا دیدن نمود. او در مبارزه با نفوذ افرادی چون جمال بروجردی که پس از درگذشت بهاءالله عهد و میثاق او را شکست و علیه عبدالبهاء اقدام می‌کرد فعالیت داشت.[۵۱] محمود فروغی توانست با مظفر الدین شاه مصاحبه ای مفصل داشته باشد تا او را به وفاداری بهائیان مطمئن سازد.[۵۲] او دایی عبدالمجید فروغی خراسانی «صدیق العلما»، و نیز برادر زن ملا علی دوغ‌آبادی خراسانی است. ابوالفضل گلپایگانی (ابوالفضائل)

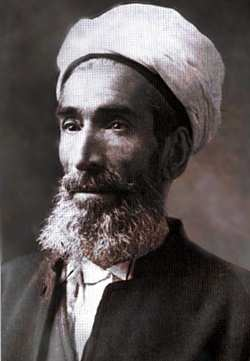
ابوالفضل گلپایگانی (ابوالفضائل)

10. میرزا ابوالفضل گلپایگانی (۱۸۴۴–۱۹۱۴م) محقق برجستهٔ بهائی است که عبدالبهاء او را «ابوالفضائل» خطاب می‌کرد. او در یک خانواده روحانی سرشناس در ایران متولد شد. تحصیلات روحانی خود را در سطح گسترده‌ای در فلسفهٔ عقلی، عرفانی، و همچنین علوم اسلامی را در کربلا و نجف و اصفهان ادامه داد.[۵۳] علایق فکری وی همچنین شامل علوم اروپائی و آموزش اصول آئین بودائی هم بود. او در یکی از دانشکده‌های مذهبی تهران الهیات نظری (کلام) تدریس می‌کرد. حوالی سال ۱۲۵۳خ (۱۸۷۴م) با تعدادی از بهائیان ملاقات کرد و به دنبال تحقق پیشگوئی‌های بهاءالله در مورد سقوط سلطان عبدالعزیز (عثمانی) به قبول و پیروی از آئین بهائی روی آورد.[۵۴] او که آشکارا از ایمان جدید خود صحبت می‌کرد، از سِمَت خود برکنار شد و چند ماه به زندان افتاد. در مجموع به دلیل فعالیت‌های بهائی خود تقریباً چهار سال از ده سال آینده زندگیش را در زندان گذراند. سپس تصمیم گرفت برای ترویج دین نویافته در ایران سفر کند. در این سفرها وی توانست عده‌ای، از جمله تعدادی از یهودیان و دوتن از شاهزادگان قاجار را در همدان به آئین بهائی جلب کند. در سال ۱۲۶۸خ (۱۸۸۹م) به عشق آباد ترکمنستان رفت و کانون توسعهٔ جامعهٔ بهائیان آنجا شد. برای ترویج آئین بهائی چندین سفر به سمرقند و بخارا کرد. در سال ۱۲۷۳خ (۱۸۹۴م) به عکا رفت و بعد از ده ماه سفرش را به سوی مصر ادامه داد. ابوالفضل گلپایگانی به عنوان یک دانشمند علوم اسلامی در دانشگاه الازهر مصر شناخته شد، و به تدریس در آن پرداخت. او موفق به انتشار آموزه‌های بهائی در میان برخی از دانشجویان خود از جمله عبدالجلیل سعد شد. با کوشش‌های وی برای اولین بار جامعهٔ بهائی تعدادی از بومیان مصر را هم دربر گرفت. گلپایگانی در مصر به‌طور گسترده به نویسندگی هم مشغول بود. در سال ۱۸۰۱م به سفارش عبدالبهاء به منظور مقابله با نفوذ ابراهیم خیرالله و عمیق کردن دانش بهائیان دربارهٔ دینشان به ایالات متحده آمریکا رفت. او در راه این سفر از بهائیان پاریس هم دیدن کرد. گلپایگانی در سال ۱۹۰۴م به مصر بازگشت و تا پایان عمر ساکن آنجا بود. عبدالبهاء یکی از درهای آرامگاه سید باب (مقام اعلی) را به افتخار او نامگذاری کرده است. ابوالفضل «ابوالفضائل» گلپایگانی در سال ۱۹۱۴م در مصر چشم از این جهان فروبست.[۵۵][۵۶]
11. محمد تقی ابهری (۱۸۵۳/۴–۱۹۱۷م) ملقب به «ابن ابهر»، معلم برجسته، یک ایادی امرالله ایرانی، در خانواده ای محترم از علما در روستای ابهر به دنیا آمد. پدرش در سال ۱۸۴۷ بابی و بعداً بهائی شد.[۵۷] ابن ابهر پس از درگذشت پدرش در سال ۱۸۷۴ و تهدید جانش به زنجان نقل مکان کرد و جامعه بزرگ بابیان را به درک آموزه‌های بهاءالله تعلیم داد.[۵۸] ابن ابهر ۱۴ ماه در زنجان زندانی شد. پس از رهائی از زندان به سفر در سراسر ایران پرداخت.[۵۹] ابن ابهر سفرهای زیادی در ایران، قفقازیه، ترکمنستان، و هند[۵۸] کرد و شبکه جوامع بهائی را تحکیم نمود و به آموزش اصول دیانت بهائی به دیگران پرداخت.[۶۰] بهاءالله او را در حدود سال ۱۲۶۳خ (۱۸۸۶م) به عنوان ایادی امرالله منصوب کرد. او به دلیل فعالیت‌های خود در آموزش آئین بهائی یک بار در ۱۸۷۸–۱۸۷۹م، و دوباره بین سالهای ۱۸۹۰م و ۱۸۹۴م زندانی شد. ابن ابهر یکی از افراد گروهی بود که برای ترویج دیانت بهائی در سال ۱۹۰۷م به هند سفر کرد. در نهایت، ساکن تهران شد و به تأسیس مدرسه «تربیت» تهران کمک کرد. همسرش منیره خانم (متوفی به سال ۱۳۳۶خ برابر با ۱۹۵۷م)، دختر حاجی آخوند شهمیرزادی، در تأسیس مدرسه دخترانه بهائی در تهران موفق شد.[۶۱] ابن ابهر و همسرش در کمیتهٔ «ترقّی نسوان» بهائیان که در سال ۱۲۸۷ خورشیدی (۱۹۰۹م) تشکیل شد فعالیت می‌کردند.[۶۲] ابن ابهر در ۱۲۹۵خ برابر با ۱۹۱۷م درگذشت.[۶۱][۶۳] محمدتقی افنان یزدی (وکیل الدوله)

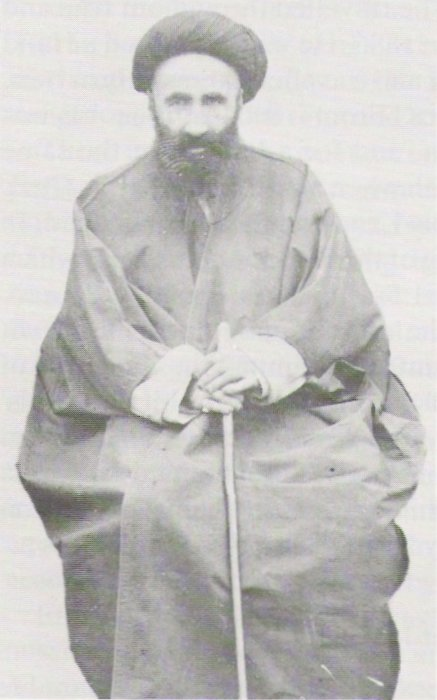
محمدتقی افنان یزدی (وکیل الدوله)

12. محمدتقی افنان یزدی (۱۸۳۰/۱–۱۹۰۹م) «افنان کبیر» ملقب به «وکیل الدوله»، مسئول اصلی ساختمان مشرق الاذکار عشق آباد، و پسردایی سید علی‌محمد باب، در شیراز به دنیا آمد. او در جوانی سید باب را در شیراز و بوشهر دیده بود.[۶۴] محمد تقی در یزد ساکن شد و پس از مدتی در آنجا تاجری موفق و پیشرو به حساب آمد. او به نمایندگی کنسول روس درآمد و به «وکیل الدوله» معروف گشت.[۶۵] بهاءالله او را «وکیل الحق» نامید.[۶۴] تاجران آن دوران برای امنیت خود و اموالشان در برابر فرمانداران و مقامات دولتی مایل به نمایندگی کنسول گری‌های خارجی بودند.[۶۶] محمد تقی در ملاقاتی که ملا محمد قائنی در یزد با وی نمود با آئین سید باب آشنا شد، و در سال ۱۲۳۵خ برابر با ۱۸۵۷م در سفری به بغداد و ملاقات با بهاءالله، ایمانش به آئین سید باب محکم شد.[۶۴] در ۱۲۷۸خ (۱۹۰۰م) محمدتقی امور تجارتش را جمع‌آوری کرد و عازم عشق آباد شد تا درخواست عبدالبهاء را مبنی بر ساختن یک مشرق الاذکار در آن شهر عملی سازد. او در عشق آباد نه تنها سرپرستی ساختمان را به عهده داشت بلکه مقدار قابل ملاحظه ای از بودجه آن را هم شخصاً تأمین کرد.[۶۷][۶۸] زمانی که ساختمان مشرق الاذکار نزدیک به اتمام بود محمدتقی در سال ۱۹۰۶ سفری به حیفا رفت. عبدالبهاء با گرمی از وی استقبال نمود. محمدتقی (افنان کبیر) در سال ۱۲۸۷خ (۱۹۰۹م) در حیفا درگذشت.[۶۳]
13. کاظم قزوینی (۱۸۴۴–۱۹۱۸م) ملقب به «سمندر» شعله عشق خداوند، بهائی برجستهٔ ایرانی در یک خانوادهٔ سرشناس تاجر در قزوین به دنیا آمد.[۶۹][۷۰] پدر کاظم، شیخ محمد، یک شیخی فداکار بود که بابی فعالی شد و بخاطر عقایدش مورد آزار و اذیت بسیار قرار گرفت.[۶۹] کاظم از پیروان سرسخت بهاءالله بود. او در دفاع از دیانت بهائی، با نفوذ گروهی از ازلی‌ها که مدتی در قزوین فعال بودند مبارزه کرد.[۶۹][۷۱] او نامه‌های بسیاری از بهاءالله دریافت داشت که در آن‌ها او را با عنوان «سمندر» یاد کرد. کاظم سمندر چندین بار برای دیدار بهاءالله به عکا سفر کرد. دخترش ثریا با پسر بهاءالله، به نام ضیاءالله، ازدواج کرد.[۶۹] سمندر به منظور دیدار بهائیان شهرهای مختلف ایران به سی و یک سفر در کشور اقدام نمود. سمندر در میانهٔ فصل زمستان ۱۲۶۹خ. (۱۹۱۸م) چشم از جهان فروبست.[۷۲]
14. میرزا موسی نوری درگذشت ۱۲۶۶خ (۱۸۸۷م) با عنوان «آقای کلیم»؛ برادر تنی بهاءالله بود که به گفتهٔ او «وی یکی از دو تنی بود که به اندازه کافی ریشهٔ این آئین را درک کرده‌اند». او در سمت‌های گوناگون از جمله رسیدگی به تدارک سفرهای بهاءالله و خانواده، و ملاقات با مقامات دولتی از جانب بهاءالله به او خدمت کرد. «آقای کلیم» سرپرستی خانوادهٔ بهاءالله را در هنگام سفر وی به کوه‌های سلیمانیه ۱۲۳۳–۱۲۳۵خ (۱۸۵۴–۱۸۵۶م)، در بغداد به عهده داشت.[۷۳] هنگامی که بهاءالله در سال ۱۲۳۰خ (۱۸۵۱م) تهران را برای زیارت عتبات ترک کرد، موسی یکی از افرادی بود که محافظت جسد سید باب و پنهان کردن آن در حرم امامزاده حسن به او محول شد.[۷۴] او همچنان در جامعه بابی تهران در گسترش و حفظ جامعه فعال بود.[۷۵] از آنجایی که حکم تبعید به عراق عثمانی در دیماه ۱۲۳۱خ (ژانویهٔ ۱۸۵۳م) شامل بهاءالله و خانواده اش می‌شد، اما موسی کلیم آنان را تا بغداد همراهی کرد.[۷۶] و در آنجا ماند و پس از آن هم با خانواده اش در تمام تبعیدها از بغداد به اسلامبول، ادرنه، و عکا همراه آنان بود. او معمولاً برای رسیدگی به تدارکات و سایر نیازهای سفر در پی کاروان حرکت می‌کرد.[۷۷] خانواده در سفر به بغداد از کرمانشاه عبور کرد. میرزا یحیی در این شهر مخفیانه زندگی می‌کرد و می‌ترسید با بهاءالله تماس بگیرد تا مبادا هویتش فاش شود. موسی به دیدار او رفت و او را متقاعد ساخت که با اجازهٔ بهاءالله به ملاقات وی در بغداد بیاید.[۷۸] موسی در بغداد به خدمت بهاءالله می‌پرداخت، و نیز بین بابی‌ها و میرزا یحیی که هنوز رهبر جامعه محسوب می‌شد اما در پنهان زندگی می‌کرد و تماس مستقیم با او امکان‌پذیر نبود، به عنوان رابط عمل می‌نمود.[۷۹] موسی در سال‌های پایانی اقامت در بغداد، گهگاه از طرف بهاءالله با میرزا بزرگ خان، کنسول ایران، ملاقات می‌کرد.[۸۰] در سال ۱۲۴۶خ (۱۸۶۸م) موسی و خانواده‌اش به همراه بهاءالله و اطرافیانش به زندان شهر عکا تبعید شدند. اندکی پس از ورودشان، اکثریت قریب به اتفاق آن‌ها در حالی که در قلعهٔ شهر زندانی بودند به بیماری مالاریا و اسهال خونی مبتلا شدند. موسی یکی از دو نفری بود که می‌توانست در پرستاری از دیگران به عبدالبهاء کمک کند.[۸۱] در مهرماه ۱۲۴۹خ (اکتبر ۱۸۷۰م)، اندکی پس از شهادت میرزا مهدی، برادر کوچک عبدالبهاء، به همراهان بهاءالله اجازه داده شد زندان قلعه را ترک کنند. اکثر آنان به کاروانسرا نقل مکان کردند. موسی و خانواده اش در منزلی نزدیک همان کاروانسرا ساکن شدند.[۸۲] در اواخر دهه ۱۲۵۱خ (۱۸۷۲م)، منیره خانم زمانی که برای اولین بار برای ازدواج با عبدالبهاء به عکا رسید، تا ۱۷ اسفند ۱۲۵۱خ (۸ مارس ۱۸۷۳م) که ازدواج برقرار شد در خانه موسی کلیم زندگی می‌کرد.[۸۳] موسی در سال ۱۲۶۶خ (۱۸۸۷م) در عکا درگذشت.[۸۴] او اندکی پیش از درگذشتش شخصاً در تألیف تاریخ اولیه بابیه به نبیل زرندی کمک کرد. شوقی افندی کتاب تاریخ نبیل را به زبان انگلیسی درآورد که تحت عنوان «مطالع الانوار» منتشر شد.[۸۵]
15. میرزا محمد حسن اصفهانی، ملقب به «سلطان الشهداء» و برادر ارشدش، محمد حسین، ملقب به «محبوب الشهداء» دو برادر بودند که توسط بهاءالله به القاب مزبور شناخته شدند. این دو برادر در تاریخ ۲۶ اسفند ۱۲۵۷ خورشیدی در ملاء عام در اصفهان به دست جلاد حکومتی سپرده شدند.[۸۶] بهاءالله در شماری از نوشته‌های خود با اشاره به آن‌ها به عنوان «نورین نیرین» از آن دو تمجید کرده است. این دو برادر از بازرگانان برجسته و سیّدان امین و محترم اصفهان بودند، و چند سال امور بازرگانی امام جمعهٔ وقت، میر محمد حسین،[۸۷] را می‌گرداندند. در انجام این کار بدهی‌های امام جمعه را علی‌الحساب او می‌پرداختند. زمانی که امام جمعه متوجه شد که مبلغ هنگفتی پول به این دو برادر بدهکار است برای جلوگیری از پرداخت مبلغ بدهی خود به آن‌ها، تصمیم گرفت به نحوی این مسئله را حل کند. امام جمعه نیازمند یک فتوا بود. او می‌توانست با کمک یک روحانی با نفوذ به نام شیخ محمد باقر نجف آبادی، سلطان الشهداء و محبوب الشهداء را به جرم بابی/بهائی بودن از بین ببرد. این امر با توافق شاهزاده والی اصفهان، سلطان مسعود میرزا (ظل السلطان) انجام شد.[۸۶] بهاءالله سالیان متمادی بر این ضایعه افسوس خورد و الواح متعددی به یاد و افتخار «نورِینِ نیّرِین» مرقوم داشت.[۸۸]
16. ملا علی‌اکبر شهمیرزادی (۱۸۴۲–۱۹۱۰)، معروف به «حاجی آخوند»، از بهائیان سرشناس ایران است. بهاءالله و عبدالبهاء او را در آثار خود «علی قبل اکبر» خطاب کرده‌اند. پدرش یک روحانی در ده شهمیرزاد در نزدیکی سمنان، و مدتی از بابیان فعال بود.[۸۹] حاجی آخوند در مشهد به تحصیل اصول و علوم اسلامی پرداخت.[۹۰] و در زمره روحانیون مشی می‌کرد.[۹۱][۹۲] او حدود ۱۸۶۱م با خواندن کتاب ایقان از آثار بهاءالله و تماس با بابی‌ها خودش بابی شد.[۸۹] او با شجاعت و وفاداری تلاش می‌کرد همشاگردی‌هایش را در حوزه اسلامی با آئین جدید آشنا کند. این جریان سبب خشم مراجع مذهبی محل شد و او را مجبور به ترک مشهد کرد.[۹۳] با بازگشت به شهمیرزاد در بحث و گفتگو با روحا نیون محلی تا آنجا پیش رفت که بالاخره حدود سال ۱۸۶۸م مجبور به نقل مکان به تهران شد.[۶۴][۹۴] حاجی آخوند در تهران به واسطه فعالیت‌های دینی بهائی که داشت در معرض یک سری حبس و زندان قرار گرفت.[۹۳] آنقدر در تهران به بهائی بودن معروف شد که هر گاه قیام هائی علیه بهائیان می‌شد، او عبایش را به خود می‌پیچید و در انتظار مأموران در خانه می‌نشست.[۹۰] بهاءالله حاجی آخوند را یکی از ایادیان امرالله تعیین نمود.[۹۵]
17. زین‌العابدین نجف‌آبادی (۱۸۱۸–۱۹۰۳م) ملقب به «زین‌المقربین»[۹۶] نویسنده با کفایت، از بهائیان برجستهٔ ایرانی، و سرکردهٔ تبعیدی‌های موصل بود. زین العابدین در یک خانوادهٔ مذهبی ساکن یکی از دهات نجف آباد نزدیک اصفهان به دنیا آمد.[۹۷] تحصیلات اسلامی او را به درجهٔ شیخ الاسلام و تدریس در یک مسجد در نجف آباد رساند.[۳۵][۹۸][۹۹] او در سال ۱۸۵۱ بابی شد و به بغداد رفت تا با رهبران بابی ملاقات کند. مأیوس به ایران برگشت زیرا یحیی ازل در خفا بود و بهاءالله در سلیمانیه.[۱۰۰] اما چندی بعد در بازگشت به بغداد موفق به دیدار بهاءالله شد.[۱۰۱] تحت اقدامات او در نجف آباد و اصفهان یک جامعهٔ پرجمعیت بابی (بعداً بهائی) توسعه یافت. برای دوری از بابی/بهائی ستیزی در ایران، به بغداد نقل مکان کرد.[۹۷][۱۰۲] در میان همراهان بهاءالله به طنز و بذله گوئی معروف بود.[۱۰۳] در ۱۸۷۰م با گروهی از بهائیان به موصل تبعید شد و سرپرستی آنان را به عهده گرفت.[۹۷] نامه‌های بهاءالله به بهائیان ایران را نسخه برداری می‌کرد و به ایران می‌فرستاد تا متون آن‌ها به‌طور گسترده در میان بهائیان منتشر شوند.[۱۰۱] زین العابدین نجف آبادی بعدها به عکا نقل مکان نمود. به عنوان یک فقیه سؤال‌های بسیاری در توضیح نکات شرعی احکام کتاب اقدس نزد بهاءالله مطرح کرد. این سؤال‌ها با پاسخ‌های بهاءالله در مجموعه ای به نام «رسالهٔ سؤال و جواب» ضمیمهٔ کتاب اقدس را تشکیل می‌دهد. بهاءالله او را «زین‌المقربین» و «اسم‌الله الزّین» نامید.[۹۷] زین‌المقربین تا پایان عمر به عهد و میثاق بهاءالله وفادار ماند.[۱۰۱] ابوالحسن اردکانی، امین حقوق الله، (حاجی امین)

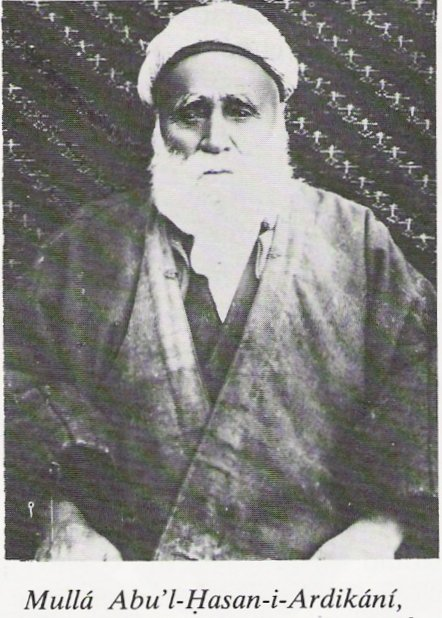
ابوالحسن اردکانی، امین حقوق الله، (حاجی امین)

18. میرزا ابوالحسن اردکانی (حدود ۱۸۳۱–۱۹۲۸)[۱۰۴] معروف به «حاجی امین»، بهائی برجسته ایرانی، معروف به «امین الهی» در اردکان یزد به دنیا آمد.[۱۰۵] او در حدود سال ۱۸۵۱م بابی؛ و پس از پذیرش آموزه‌های بهاءالله بهائی شد. ابوالحسن اردکانی بسیاری از خانواده‌های بابی را به آئین بهائی رهنمون گشت. پس از مدتی به عنوان معاون حاجی شاه محمد منشادی (امین البیان)، که از سوی بهاءالله به عنوان «امین حقوق الله» منصوب شده بود، با وی همکاری می‌کرد. ابوالحسن اردکانی به عنوان دستیار امین البیان به سفرهای اطراف ایران اعزام می‌شد. او با خرید و فروش اشیاء، و نوشتن نامه برای افراد بی سواد امرار معاش می‌نمود. و همزمان، نامه‌های بهائیان را که خطاب به بهاءالله بودند جمع‌آوری کرده و به وی می‌رساند.[۱۰۵][۱۰۶] او پس از وفات امین البیان در سال ۱۸۸۰م، توسط بهاءالله به جهت انجام وظایف امین حقوق الله منصوب شد. این مسئولیت او را به سفرهای طولانی در ایران تا عکا برای رساندن تبرعات و نامه‌های بهائیان به بهاءالله می‌برد. و سپس با بازگشت به ایران، در نقاط مختلف کشور به دیدار بهائیان می‌رفت و الواح (نامه‌های) بهاءالله را بین بهائیان پخش می‌کرد. اولین سفرش به عکا حدود سال ۱۸۶۶م بود که توانست این خبر را برای بهائیان ایرانی بیاورد که بهاءالله در امان است.[۱۰۷] ابوالحسن اردکانی (حاجی امین) یکی از بهائیان سرشناس بود که در سال‌های ۱۸۹۱–۱۸۹۳ در تهران و قزوین زندانی شد.[۱۰۵] با کهولت سن، شمار سفرهایش کمتر شد. او حاجی غلامرضا (امینِ امین) را به کمک گرفت و به تدریج وظایف خود را به او واگذار نمود.[۱۰۸] او ۹۷ سال داشت که در سال ۱۹۲۸ از دنیا رفت. عبدالبهاء به قدردانی از خدمت‌های او در دوران زندگانیش، یکی از درهای آرامگاه باب را در کوه کرمل به افتخار او نامگذاری کرده است.[۱۰۹] شوقی افندی او را پس از وفاتش در زمره ایادیان امرالله رقم زده است.[۱۰۵][۱۰۹][۱۱۰] علیمحمد خراسانی ملقب به (ابن اصدق، و شهید زنده)

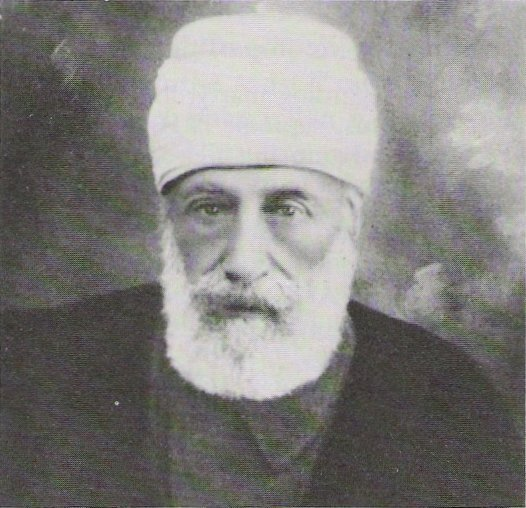
علیمحمد خراسانی ملقب به (ابن اصدق، و شهید زنده)

19. علی‌محمد خراسانی، (۱۸۵۰–۱۹۲۸ برابر با ۱۲۶۰–۱۳۴۷خ) مُلقّب به «ابن اَصدَق»، مدافع عهد و میثاق بهاءالله، ایادی امرالله ایرانی، فرزند استاد آموزش آئین بابی و بهایی - ملّا صادق (مقدس) خراسانی، بود.[۱۱۱] «ابن اصدق» در سنین نوجوانی[۱۱۲] به همراه پدرش ملّقب به «اسم‌الله الاصدق» در (۱۸۶۳–۱۸۶۱م) به جهت دیدار بهاءالله به بغداد رفت. بعد از مدت کوتاهی بازگشت به ایران او و پدرش به جرم بهائی بودن به مدت دو سال در سیاه چال تهران زندانی شدند[۱۱۳] و مورد ضرب و شتم قرار گرفتند.[۱۱۲] بعدها، «ابن اصدق» آرزوی شهادت خود را در نامه ای به بهاءالله ابراز نمود. بهاءالله در ۱۸۸۰م پاسخی به این مضمون به وی ارسال داشت؛ که در این دورهٔ زمان، آنچه در این آئین مقبول است خدمت به امر خداوند و به ویژه تعلیم آن با حکمت و درایت است. تلاش در این مسیر می‌تواند مقام شهادت را داشته باشد هرچند خونی ریخته نشود.[۱۱۴][۱۱۵] ابن اصدق اوقاتش را به سفرهای گسترده در داخل ایران برای ترویج دیانت بهائی وقف کرده بود که در سال ۱۸۸۲م بهاءالله وی را «شهید زنده» خواند[۱۱۳] و او را با عنوان «شهید ابن شهید» خطاب کرد.[۱۱۱][۱۱۶] و در سال ۱۸۸۷ به عنوان یکی از چهار ایادی امرالله منصوب نمود. از این راه او در فعالیت‌های بعدی ایادیان امرالله در تهران شرکت داشت.[۱۱۷][۱۱۸] ابن اصدق به جهت ازدواجش با عذرا خانم (متوفی ۱۹۲۳)، یکی از اشراف قاجار، توانست با اعضای قشر حاکم تماس گرفته و آنها را در جریان آشنائی با دیانت بهائی قرار دهد. او همچنین توانست «رساله سیاسیه» را که عبدالبهاء در سال ۱۲۷۱خ نوشته بود به دست شاه ایران برساند.[۱۱۳] او بعدها به‌طور گسترده در هند، برمه، قفقاز، ترکستان روسیه و ایران سفرهای طولانی کرد.[۱۱۷][۱۱۸] ابن اصدق در این سفرها در تقویت جامعه و آموزش اصول بهائی بسیار تاثیرگذار بود.[۱۱۹] از جمله در شهر تاریخی مَرو تدارک اولیه برای ساختمان مشرق الاذکار که زمینش را دولت در اختیار وی گذاشته بود تهیه دید. و همچنین موفق به تأسیس یک آسایشگاه و یک مدرسه در مرو شد.[۱۱۹] در سال۱۲۹۷خ (۱۹۱۹م)، ابن اصدق همراه با احمد یزدانی، نامهٔ عبدالبهاء به نام «لوح لاهه» را به سازمان مرکزی صلح پایدار در لاهه تحویل داد.[۱۱۷] ابن اصدق در سال ۱۳۰۶خ (۱۹۲۸م) در تهران درگذشت.[۱۱۳][۱۱۸] (پیوند به بیرون را ببینید).